# Bartier Cardi
«Bartier Cardi» — песня американской хип-хоп исполнительницы Карди Би, записанная при участии 21 Savage. Была выпущена как второй сингл с дебютного альбома Карди Invasion of Privacy (2018). Композиция была написана обоими исполнителями, а также продюсерами 30 Roc и Cheeze Beatz. Музыкальное видео на песню было номинировано на премию «VMA» в категории «Лучшее хип-хоп-видео».
Для записи песни Карди Би приглашала Ники Минаж, но последняя отказала, так как в то же время у них вышел совместный сингл «MotorSport» и Ники посчитала, что две коллаборации в одно время просто затеряются, поэтому сфокусировалась на «MotorSport».

## Чарты

### Еженедельные чарты
| Чарт (2018)                                | Пиковая позиция |
| ------------------------------------------ | --------------- |
| ARIA                                       | 77              |
| Бельгия/Фландрия (Ultratip Bubbling Under) | 12              |
| Бельгия/Валлония (Ultratip Bubbling Under) | 19              |
| Канада (Billboard Canadian Hot 100)        | 18              |
| Чехия (Singles Digitál Top 100)            | 63              |
| Франция (SNEP)                             | 196             |
| Венгрия (Stream Top 40)                    | 35              |
| IRMA                                       | 51              |
| Нидерланды (Single Top 100)                | 76              |
| RMNZ                                       | 1               |
| Португалия (AFP)                           | 52              |
| Словакия (Singles Digitál Top 100)         | 56              |
| Швеция (Sverigetopplistan)                 | 58              |
| Швейцария (Schweizer Hitparade)            | 79              |
| Великобритания (OCC UK Singles)            | 40              |
| США (Billboard Hot 100)                    | 14              |
| США (Billboard Hot R&B/Hip-Hop Songs)      | 7               |
| США (Billboard Rhythmic)                   | 7               |

### Годовые чарты
| Чарт (2018)                          | Позиция |
| ------------------------------------ | ------- |
| Canadian Hot 100                     | 79      |
| US Billboard Hot 100                 | 61      |
| US Hot R&B/Hip-Hop Songs (Billboard) | 34      |

## Сертификации и продажи
| Регион                                                                      | Сертификация  | Продажи   |
| --------------------------------------------------------------------------- | ------------- | --------- |
| Канада (Music Canada)                                                       | 2× Платиновый | 160 000   |
| Польша (ZPAV)                                                               | Золотой       | 25 000    |
| Великобритания (BPI)                                                        | Серебряный    | 200 000   |
| США (RIAA)                                                                  | 4× Платиновый | 4 000 000 |
| Данные о продажах + прослушиваниях приведены только на основе сертификации. |               |           |

## История релизов
| Регион | Дата            | Формат                      | Лейбл        | Прим.  |
| ------ | --------------- | --------------------------- | ------------ | ------ |
| США    | 22 декабря 2017 | Цифровая загрузка, стриминг | KSR Atlantic | [ 29 ] |